# Zaprionus vittiger
Zaprionus vittiger är en tvåvingeart som beskrevs av Daniel William Coquillett 1901. Zaprionus vittiger ingår i släktet Zaprionus och familjen daggflugor. Inga underarter finns listade i Catalogue of Life.